# ۱۴۰۰ (قمری)
۱۴۰۰ (قمری)، هزار و چهارصدمین سال در گاهشماری هجری قمری است. اول محرم این سال برابر با چهارشنبه بیست و یکم نوامبر سال ۱۹۷۹ میلادی و سی‌ام آبان ماه سال ۱۳۵۸ شمسی  است.

## وابسته
- تصرف مسجدالحرام
- سید محمدباقر صدر